# 고창 오씨
고창 오씨(高敞吳氏)는 전북특별자치도 고창군을 본관으로 하는 한국의 성씨이다. 현존하는 한국의 오씨의 14관 중 최초로 본관을 득관한 종파이다. 시조는 오학린(吳學麟)이며 고려 정종 때 한림태학사를 역임했다.

## 역사
시조 오학린(吳學麟)은 고려 제10대 왕 정종 때 한림태학사를 지냈다. 그는 문헌공(文憲公) 최충(崔沖)의 구재(九齋)에서 배워 학문이 깊었으며 고창을 식읍으로 하사받음으로써 고창을 관향으로 삼게 되었다. 오질(吳質)도 한림학사를 지냈다. 증손자는 오인정이며, 고손자(5세)로는 오세공(吳世功)·오세문(吳世文)·오세재(吳世才)가 있으니 고려 명종 때의 학자였는데 모두 학문이 뛰어나 이름이 높았다고 한다.
조선시대에는 오운,  의병장 오여상, 근세에는 오화영, 오하근 등이 역사에 업적을 남겼다.

## 인구
2000년 대한민국 통계청(남한) 인구조사에서 5,285가구, 16,716명으로 조사되었다.

## 외부
- 고창오씨 바로 알기 블로그 보관됨 2021-06-02 - 웨이백 머신
- 죽유종택 보관됨 2021-06-02 - 웨이백 머신
- 고창오씨의 역사와 시문에 대한 자료
- 고창 오씨와 해주 오씨 사이의 관련성 검토